# Under Still Waters
Under Still Waters is een Amerikaanse thriller uit 2008 geschreven en geregisseerd door Carolyn Miller met Lake Bell, Jason Clarke en Clifton Collins jr. in de hoofdrollen. Lake Bell won een prijs voor haar uitstekende acteerprestatie op het Filmfestival van Newport Beach.

## Verhaal
Charlie, de aan drank verslaafde dochter van een biermagnaat, gaat met haar man Andrew, wier carrière in het slop zit nadat hij voor haar New York verliet, op weekend naar een afgelegen buitenverblijf van Charlies' familie. Kort bij hun bestemming rijden ze bijna een man aan wiens motorfiets zonder benzine is gevallen. Ze nemen hem mee om hem een jerrycan te geven. Eenmaal aangekomen nodigen ze Jacob eerst nog uit voor een boottochtje op het meer.
Charlie en Andrews' huwelijk staat op losse schroeven en gebruiken Jacob als speelbal. Die verleidt op zijn beurt Charlie en bekent haar dat hij Andrew al eerder ontmoette in een café. Daar zijn ze meegegaan met een prostituee. Na eerst drugs te hebben gebruikt heeft Jacob seks met haar. Vervolgens was Andrew aan de beurt, maar die sloeg haar in razernij dood. Omdat enkel Jacob seks met haar had zou hij hoofdverdachte zijn. Met dat gegeven in het achterhoofd zette Andrew het hele weekend in scène om Charlie door Jacob uit de weg te laten ruimen.
Andrew hoort hun gesprek en valt Jacob aan. Charlie was er echter al achter gekomen dat de twee samen iets van plan waren en had pillen in Andrews wijn gedaan. Beide mannen verwonden elkaar zwaar en Andrew sterft, waarna Charlie met Jacob wegrijdt.

## Rolverdeling
- Lake Bell als Charlotte (Charlie), de rijke aan drank verslaafde brouwerijerfgename.
- Jason Clarke als Andrew, Charlies' man.
- Clifton Collins jr. als Jacob, de man met de motorfiets.
- Frankie Ingrassia als Abigail, de prostituee.
- Christopher Harris als Buford Buegley, de hulpsheriff.
- Ken Howard als Conrad, Charlies' vader en biermagnaat.